# 李懌 (婺王)
李懌（?—?），唐朝皇子，是唐宪宗的十一子，生母不详。
长庆元年（821年），李懌被他三哥唐穆宗封为婺王，其后史书中没有记载他的情况，薨年也不详。他的长子李清被封为新平郡王。
　　